# Народный писатель Литовской ССР
Народный писатель Литовской ССР (лит. Lietuvos TSR liaudies rašytojas) — почётное звание Литовской ССР, которое присваивалось писателям за выдающиеся заслуги в развитии литовской советской литературы. Было утверждено Указом Президиума Верховного Совета Литовской ССР от 6 апреля 1957 года.
Почётное звание «Народный писатель Литовской ССР» присваивалось прозаикам, поэтам, драматургам, переводчикам, критикам и литературоведам, которые создали высокоидейные художественные произведения и литературоведческие труды, получившие широкое признание, и принимавшим активное участие в общественной жизни, в сближении и взаимообогащении литератур народов СССР.

## Народные писатели Литовской ССР
Звания «Народный писатель Литовской ССР» были удостоены:
- Антанас Венуолис (1957)
- Винцас Миколайтис-Путинас (1963)
- Антанас Венцлова (1965)
- Ева Симонайтите (1967)
- Александрас Гудайтис-Гузявичюс (1968)
- Юозас Балтушис (1969)
- Юозас Паукштялис (1974)
- Альфонсас Беляускас (1983)
- Миколас Слуцкис (1984)
- Йонас Авижюс (1986)